# Malvastrum coromandelianum
La malva rizada de Cuba (Malvastrum coromandelianum) es una especie de planta fanerógama perteneciente a la familia  Malvaceae.  Es originario de América. Conocida como afata floja en Argentina.

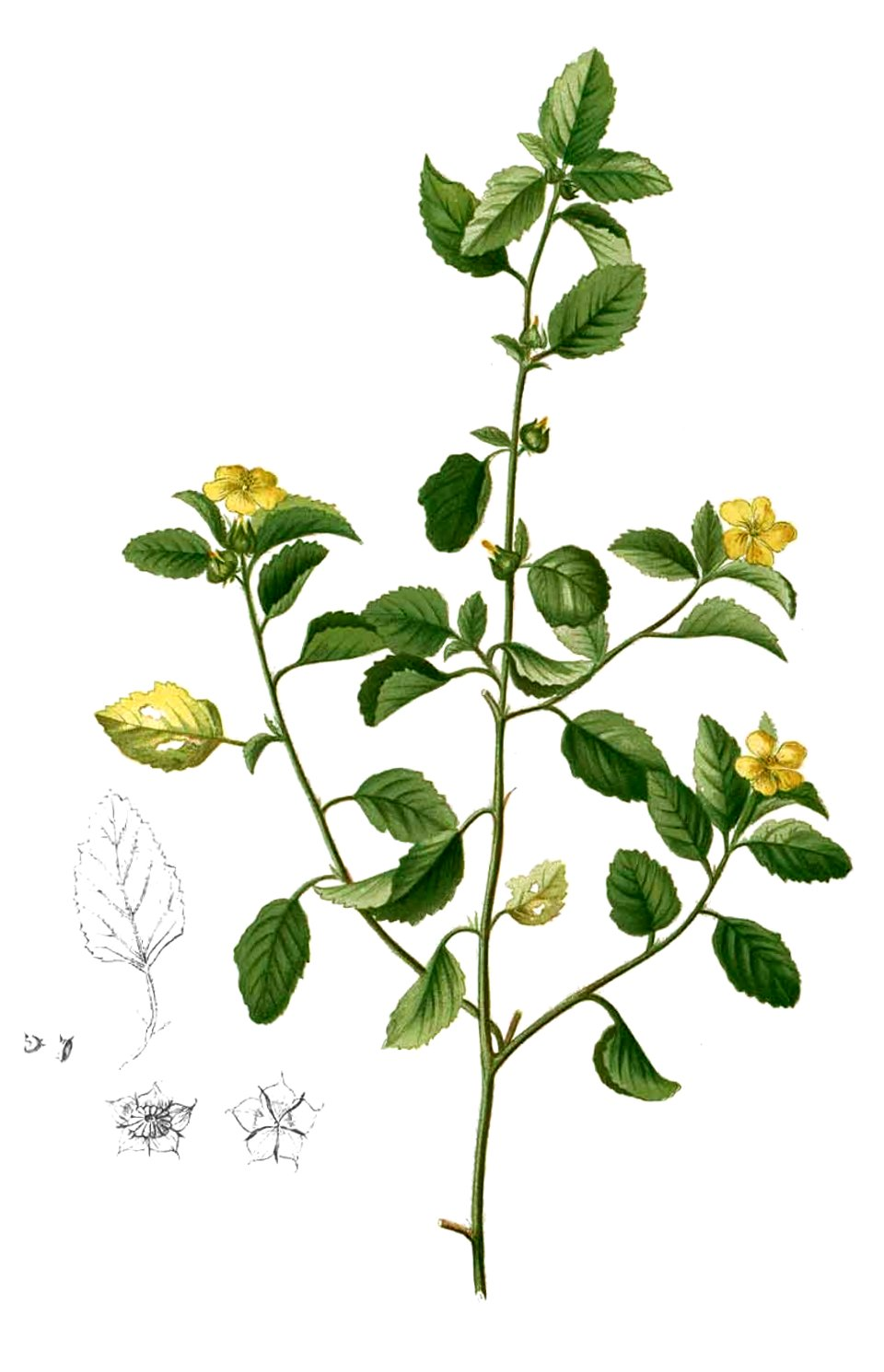
Ilustración

## Descripción
Es una planta herbácea o algo leñosa en la base (sufrútice), erecta que alcanza un tamaño de hasta 1 m de altura. Es tallo es erecto, simple o ramificado, con pelos estrellados, fibroso y difícil de romper. Las hojas son alternas, ovadas o lanceoladas, de 2 a 8 cm de largo, dentadas, puntiagudas o romas en el ápice. Las inflorescencias se presenta en forma de flores solitarias en las axilas de las hojas, sobre pedúnculos cortos; calículo con 3 bractéolas lineares o angostamente espatuladas, más cortas que el cáliz. Las flores con  5 pétalos amarillos o anaranjados. El fruto es aplanado, de 6 a 7 mm de diámetro, rodeado por el cáliz persistente, en la madurez se fragmenta en 10 a 12 frutitos parciales (los mericarpios) con una sola semilla, esta no tiene pelos.

## Distribución
Distribuida desde Texas, Estados Unidos hasta Argentina. Se ha extendido al Viejo Mundo donde en algunos países se considera una planta invasora.

## Hábitat
Se encuentra en la orilla de caminos, terrenos baldíos y lugares perturbados en general.

## Taxonomía
Malvastrum coromandelianum fue descrita por (L.) Garcke y publicado en Bonplandia 5: 295, 297. 1857.
Sinonimia
| - Malva coromandeliana L. - Malva domingensis Spreng. ex DC. - Malva havanensis Sessé & Moc. - Malva lindheimeriana Scheele - Malva subhastata Cav. - Malva tricuspidata R.Br. - Malvastrum carpinifolium (L.f.) A.Gray - Malvastrum coromandelianum var. congestum R.E.Fr. - Malvastrum lindheimerianum (Scheele) Walp. | - Malvastrum ruderale Hance ex Walp. - Malvastrum tricuspidatum A. Gray - Malvastrum tricuspidatum var. capitatospicatum (Kuntze) Stuck. - Malvastrum tricuspidatum var. congestum (R.E. Fr.) Stuck. - Malveopsis coromandeliana (L.) Morong - Malveopsis coromandeliana var. capitatospicata Kuntze - Sida fauriei H.Lév. - Sida oahuensis H. Lév. |